# Vilhelm et Carla Hansen
Pour les articles homonymes, voir Hansen.
Vilhelm Hansen (6 mai 1900, Amager - 3 décembre 1992, Copenhague) et Carla Hansen, née Jensen (19 septembre 1906, Copenhague - 6 décembre 2001, Copenhague) est un couple d'auteurs de bande dessinée danois.

## Biographie
Vilhelm Hansen se forme à la lithographie, puis travaille comme illustrateur. Sa première bande dessinée sera Firlingerne ou Les Quadruplés qui parait dans le magazine The Home. Sa femme Carla lui écrit une série animalière pour les enfants, Rasmus Klump (Petzi) qui débute le 17 novembre 1951. Cette série avec le petit ours Petzi et ses compagnons, Pingo le pingouin, Riki le pélican et l'Amiral phoque, impose Hansen comme un auteur de premier plan au Danemark.